# 水䶄
水䶄（学名：Arvicola terrestris）为仓鼠科水䶄属的动物。在中国大陆，分布于新疆等地，多栖息于河湖岸、沼泽、灌丛、耕地。该物种的模式产地在瑞典。

## 特征

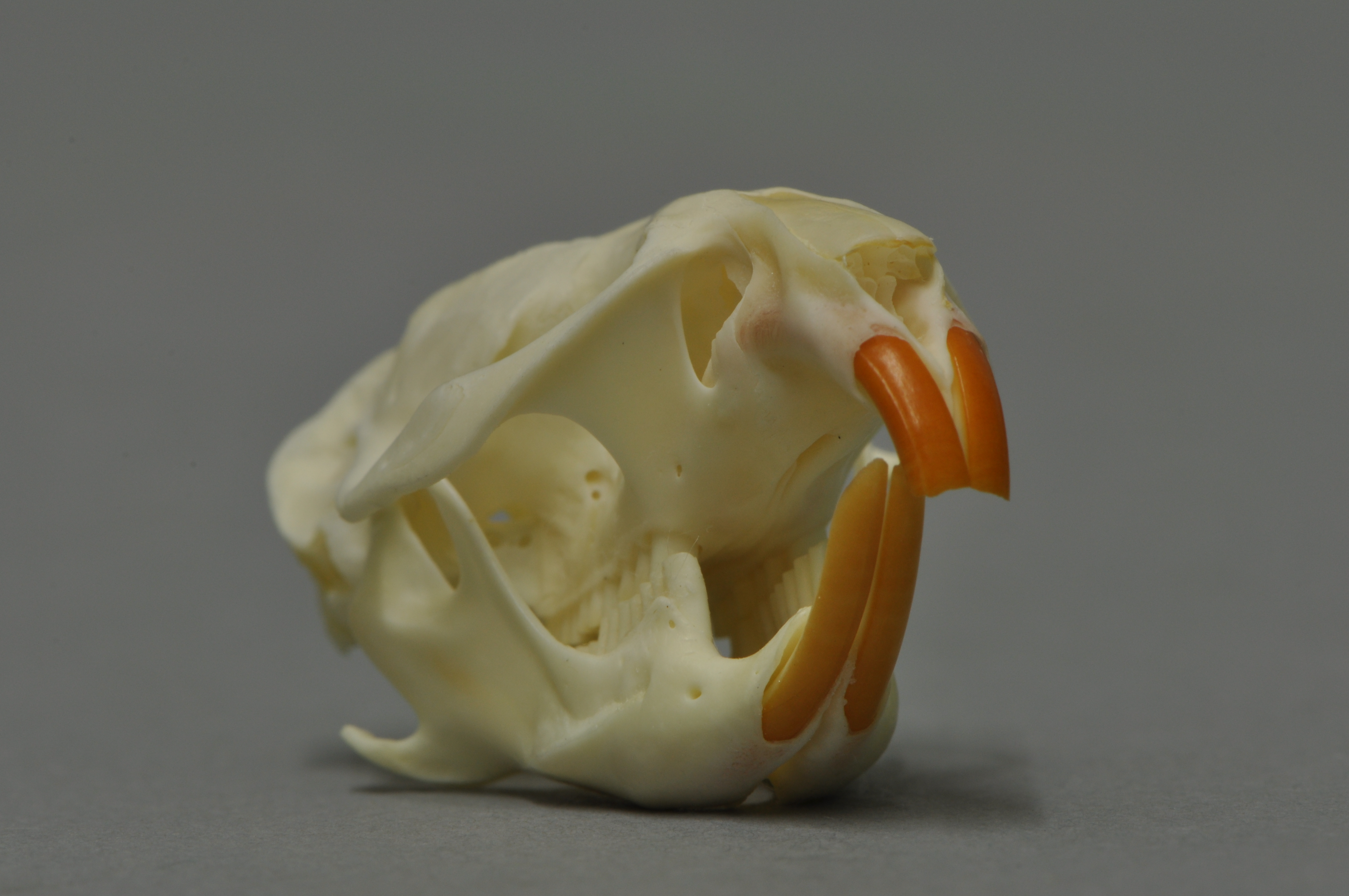
頭骨

體長14—22（5.5—8.7英寸），尾巴長度是身體的一半。成年個體體重225—386 g（7.9—13.6 oz），但這是其體重每年達到峰值時的數據，成功過冬的雌性體重最低為112 g（4.0 oz），雄性為115 g（4.1 oz）。
它們和家鼠一樣皮毛呈黑褐色，但不同之處在於水䶄的尾巴上也有毛髮覆蓋。

## 亚种
- 水䶄塔尔巴哈台亚种（学名：Arvicola terrestris kuznetzovi），Ognev于1933年命名。在中国大陆，分布于新疆（塔尔巴哈台山）等地。该物种的模式产地在哈萨克斯坦赛米巴拉金斯克地区。[6]
- 水䶄哈萨克亚种（学名：Arvicola terrestris scythicus），Thomas于1914年命名。在中国大陆，分布于新疆（天山、加依尔山）等地。该物种的模式产地在哈萨克斯坦塞米列奇地区。[7]